# Franziskus Hennemann
Franziskus Xaver (François-Xavier) Hennemann, né le 27 octobre 1882 à Olthausen dans le Sauerland et mort le 17 janvier 1951 au Cap (Afrique du Sud), est un évêque catholique allemand de la congrégation des pallottins qui fut missionnaire au Cameroun et en Afrique du Sud.

## Biographie
Franziskus Hennemann est le fils d'un commerçant. Il fait ses études à Fredeburg à l'école du rectorat et entre en 1899 à la congrégation des pallottins au noviciat d'Ehrenbreitstein. Il est ordonné prêtre en 1907. Il est fasciné par les missions d'outremer depuis l'enfance et est donc envoyé au Kamerun, (nom à l'époque coloniale allemande du Cameroun). Il assiste le vicaire apostolique, Mgr Heinrich Vieter, et dessert les missions du Kamerun surtout à l'intérieur. Il apprend les différents dialectes de la région et explore le pays, en se faisant apprécier de la population, tout en poursuivant une œuvre missionnaire féconde. Saint Pie X le nomme le 16 juillet 1913 évêque in partibus de Coptus (de) et coadjuteur de Mgr Vieter sévèrement atteint par des maladies tropicales. Ce dernier le consacre le 26 avril 1914. Il devient vicaire apostolique le 7 novembre suivant après la mort de Mgr Vieter. Mais il est en voyage  en Allemagne et ne peut retourner au Kamerun à cause du déclenchement de la Première Guerre mondiale. D'ailleurs les missionnaires allemands de la colonie doivent partir en 1916, lorsque les troupes coloniales allemandes sont vaincues par les Alliés.
Pie XI l'envoie en 1922 en Afrique du Sud, en tant que préfet apostolique d'Oudtshoorn. Là encore il effectue un travail fécond. Il est nommé en 1933 vicaire apostolique du Cap. Il y construit dans des conditions matérielles difficiles onze églises, nombre de chapelles et d'écoles et fonde des œuvres caritatives.
Sa santé se détériore pendant un voyage à Rome en 1949. Son retour est organisé par Pie XII quelques mois plus tard. Mgr Owen McCann lui succède. Il rentre au Cap directement à l'hôpital des pallottins (Vincent Pallotti Hospital), où il meurt en janvier 1951.

## Écrits
- (de) Sieben Jahre Missionsarbeit in Kamerun, in: Zeitfragen aus der Weltmission, 1918
- (de) Zwei Grundfragen afrikanischer Missionsarbeit, in: ZM 9, 1919
- (de) Die religiösen Vorstellungen der heidnischen Bewohner Süd-Kameruns, in: Ehrengabe dt. Wiss., Franz Fessler (Hrsg.) 1920
- (de) Werden und Wirken eines Afrikamissionars. Erlebtes und Erschautes, Pallottiner Verlag, Limburg an der Lahn, 1922, 180 pages